# Atletiek op de Paralympische Zomerspelen 2024 - Discuswerpen mannen F11
Het Discuswerpen voor mannen klasse F11 op de Paralympische Zomerspelen 2024 vond plaats op 5 september in het Stade de France. Deze klasse is voor atletes die volledig blind zijn of licht waarnemen, maar niet in staat zijn om de vorm van een hand op enige afstand te zien.  De winnaar in Tokio was Alessandro Rodrigo da Silva uit Brazilië, die in 2024 werd opgevolgd door Oney Tapia uit Spanje, Hassan Bajoulvand uit Iran behaalde het zilver en Alvaro del Amo Cano uit Spanje won de bronzen medaille.

## Records
Voorafgaand aan het toernooi waren dit het wereldrecord en het Paralympisch record.
| Wereldrecord        | Brazilië Alessandro Rodrigo da Silva | 46.24 | Parijs | 10 juni 2022     |
| Paralympisch record | Brazilië Alessandro Rodrigo da Silva | 43.16 | Tokio  | 2 september 2021 |

## Uitslag
| Rang   | Atleet                   | Atleet | #1    | #2    | #3    | #4    | #5    | #6    | Resultaat | Bijz. |
| ------ | ------------------------ | ------ | ----- | ----- | ----- | ----- | ----- | ----- | --------- | ----- |
| Goud   | Oney Tapia               | ITA    | 37.11 | 35.37 | 39.65 | 33.91 | 41.92 | 39.09 | 41.92     |       |
| Zilver | Hassan Bajoulvand        | IRI    | 37.24 | 41.75 | 36.89 | X     | 39.26 | 40.44 | 41.75     | PB    |
| Brons  | Alvaro del Amo Cano      | ESP    | 39.09 | 38.63 | 37.90 | 36.74 | 35.28 | 39.60 | 39.60     | PB    |
| 4      | Mahdi Olad               | IRI    | 27.22 | X     | X     | X     | 39.15 | 36.22 | 39.15     |       |
| 5      | Alessandro Rodrigo Silva | BRA    | X     | X     | 38.01 | 37.93 | 29.96 | 38.84 | 38.84     |       |
| 6      | Bil Marinkovic           | AUT    | 35.11 | X     | X     | 38.14 | X     | X     | 38.14     | SB    |
| 7      | Igor Baskakov            | NPA    | 31.44 | 28.35 | X     | 31.39 | X     | 29.44 | 31.39     |       |